# Discoglossus
Discoglossus – rodzaj płazów bezogonowych z rodziny ropuszkowatych (Alytidae).

## Zasięg występowania
Rodzaj obejmuje gatunki występujące w południowej Europie i północno-zachodniej Afryce.

## Systematyka

### Etymologia
- Discoglossus: gr. δισκος diskos „dysk, krążek”[5]; γλωσσα glōssa „język”[6].
- Colodactylus: gr. κολος kolos „obcięty, nadłamany”[7]; δακτυλος daktulos „palec”[8]. Gatunek typowy: Colodactylus coerulescens Tschudi, 1845.

### Podział systematyczny
Do rodzaju należą następujące gatunki:
- Discoglossus galganoi Capula, Nascetti, Lanza, Bullini & Crespo, 1985
- Discoglossus montalentii Lanza, Nascetti, Capula & Bullini, 1984 – ropuszka korsykańska
- Discoglossus pictus Otth, 1837 – ropuszka krągłojęzyczna
- Discoglossus sardus Tschudi, 1837 – ropuszka tyrreńska[9]
- Discoglossus scovazzi Camerano, 1878